# Mike Pinder
Pour les articles homonymes, voir Pinder.
 (avril 2024).
 (avril 2024).
Si vous disposez d'ouvrages ou d'articles de référence ou si vous connaissez des sites web de qualité traitant du thème abordé ici, merci de compléter l'article en donnant les références utiles à sa vérifiabilité et en les liant à la section « Notes et références ».
Michael Thomas Pinder, dit Mike Pinder, né le 27 décembre 1941 à Erdington (banlieue de Birmingham) et mort le 24 avril 2024 en Californie, est un musicien britannique.
Il est connu pour jouer des claviers, particulièrement du mellotron, au sein des Moody Blues depuis leurs débuts en 1965 sur leur premier album The Magnificent Moodies, jusqu'en 1978 sur Octave.

## Biographie
Mike Pinder est né de Bert et Gladys Pinder à Erdington (Birmingham).

### Carrière
En tant que jeune adulte, Mike Pinder a joué avec El Riot and The Rebels, un groupe  rock qui a connu un succès régional. Les membres du groupe comprenaient le chanteur Ray Thomas et le bassiste John Lodge, futurs membres des Moody Blues. Après un passage dans l'armée britannique, Mike Pinder et Ray Thomas ont joué ensemble dans un groupe appelé The Krew Cats, ils sont passés par les mêmes clubs en Allemagne où les Beatles avaient perfectionné leur talent musical. Mike et Ray, sans argent, ont dû traverser le nord de l'Europe pour rentrer chez eux en Angleterre. À peu près à la même époque, Mike a travaillé pour Streetly Electronics, l'entreprise qui fabriquait le Mellotron.

#### The Moody Blues

##### Premières années
Mike, Ray et des membres d'autres groupes à succès à Birmingham (le chanteur guitariste Denny Laine, le chanteur bassiste Clint Warwick et le batteur Graeme Edge) ont formé The Moody Blues en 1964. Leur premier single, Steal Your Heart Away sur Decca, n'a pas été un succès. Leur deuxième single, Go Now, est cependant devenu le numéro un britannique en janvier 1965. Le groupe a eu un autre succès britannique avec I Don't Want To Go On Without You, avant de sortir leur premier album The Magnificent Moodies sur Decca en mono uniquement, sur lequel Mike a joué le rôle principal dans une reprise de I Don't Mind de James Brown. Bye Bye Bird de cet album a également été un franc succès pour le groupe en France. L'album est sorti aux Etats-Unis, re-titré Go Now sur le label London.
Mike Pinder et le guitariste chanteur Denny Laine ont commencé à composer pour le groupe, fournissant la plupart des faces B durant la période 1965-1966, y compris You Don't (All The Time), And My Baby's Gone, This Is My House (But nobody calls) et He Can Win. Ils ont progressé vers l'écriture de faces A, y compris les tubes britanniques Everyday, From The Bottom of My Heart (tous les deux en 1965), Boulevard De La Madeleine (1966) et Life's Not Life (publié en janvier 1967 mais enregistré beaucoup plus tôt en 1966), avant que Clint Warwick et Denny Laine ne quittent le groupe.
People Gotta Go est une chanson rare de cette époque qui n'est pas sortie en Angleterre, du duo Pinder – Laine, qui est parue en France sur le seul EP à être paru dans l'hexagone en face B de Boulevard De La Madeleine et qui a ensuite été ajoutée à la chanson bonus en 2006 du CD The Magnificent Moodies est également connue sous le titre Send the People Away.

##### Période «Core Seven»
Mike Pinder a joué un rôle déterminant dans la sélection du jeune guitariste-chanteur-compositeur Justin Hayward en remplacement de Denny Laine. C'est lui qui a téléphoné à Justin Hayward et l'a ensuite récupéré à la gare. Son vieil ami John Lodge de l'époque El Riot est venu remplacer Rod Clarke en tant que bassiste chanteur permanent, complétant ainsi la formation dite « classique » des Moody Blues.
Après une première tentative infructueuse de continuer avec un répertoire rhythm and blues, le groupe décide de laisser tomber les reprises et de n'enregistrer que des chansons originales. Mike Pinder et Justin Hayward ouvrent la voie : Fly Me High de Justin Hayward est le premier essai de ce changement de style, publié sur Decca au début de 1967 avec Really Have not Got The Time, composition de Mike Pinder de style plus rock, sur la face B.
Une chanson enregistrée mais alors inédite de Mike Pinder de cette époque (1967) est la ballade jazz-blues Please Think About It. Elle sera plus tard incluse dans le double album Caught Live + 5, publiée par Decca en 1977.
Mike Pinder se procure un mellotron d’occasion de Streetly. Après avoir enlevé toutes les cassettes d’effets spéciaux (sifflets de train, chant des coqs, etc.), puis doublé les cassettes de section de cordes, il l’utilise pour de nombreux enregistrements des Moody Blues. Cela commence avec leur single Love and Beauty, une chanson sur la puissance des fleurs écrite et chantée par Mike Pinder, et son unique côté Moodies après 1966. Mike Pinder présente le Mellotron à son ami John Lennon. Les Beatles utilisent par la suite l'instrument sur Strawberry Fields Forever.
Dawn (Is A Feeling) de Mike Pinder — avec les voix principales de Justin, et Mike chantant dans le refrain — débute l'album Days of Future Passed, sur lequel Mike a également contribué à The Sun Set et raconté les poèmes d'ouverture et de fermeture du batteur Edge, Morning Glory et Late Lament.
Mike Pinder, en collaboration avec Derek Varnals, ingénieur des enregistrements chez Moodies, et le producteur de longue date Tony Clarke (producteur attitré de Decca qui leur a été affecté à partir de Fly Me High) ont réussi à mettre au point un moyen innovant de jouer et d’enregistrer avec le Mellotron afin de produire un son symphonique doux, contrairement à la coupure nette que l’instrument donnait normalement. Ce son symphonique caractérisera la plupart de ce que l'on verra plus tard comme les sept albums majeurs des Moodie entre 1967 et 1972.
Mike Pinder a été l’un des premiers musiciens à utiliser le Mellotron en concert, s’appuyant sur les compétences mécaniques qu’il avait acquises lorsqu’il travaillait avec Streetly pour maintenir l’instrument peu fiable en état de fonctionnement. Le premier concert américain des Moodie est typique de ses péripéties. Lorsque le groupe a réalisé sa première harmonie, le dos du Mellotron est tombé ouvert et toutes les bandes ont été projetées. Mike saisit sa boîte à outils et remit l'instrument en état de marche en 20 minutes, tandis que l'équipe de tournage éclairait le public en projetant des dessins.
En plus du mellotron, de l'orgue et du piano, Mike Pinder a également joué du clavecin, du synthétiseur Moog, des tablas, diverses formes de claviers et de percussions, de l'autoharp, du tambura et des guitares acoustiques et électriques sur des enregistrements Moody Blues à partir de 1967, en plus des harmonies et voix principales de 1964 à 1978. Mike fut également le principal arrangeur musical du groupe jusqu'en 1978.

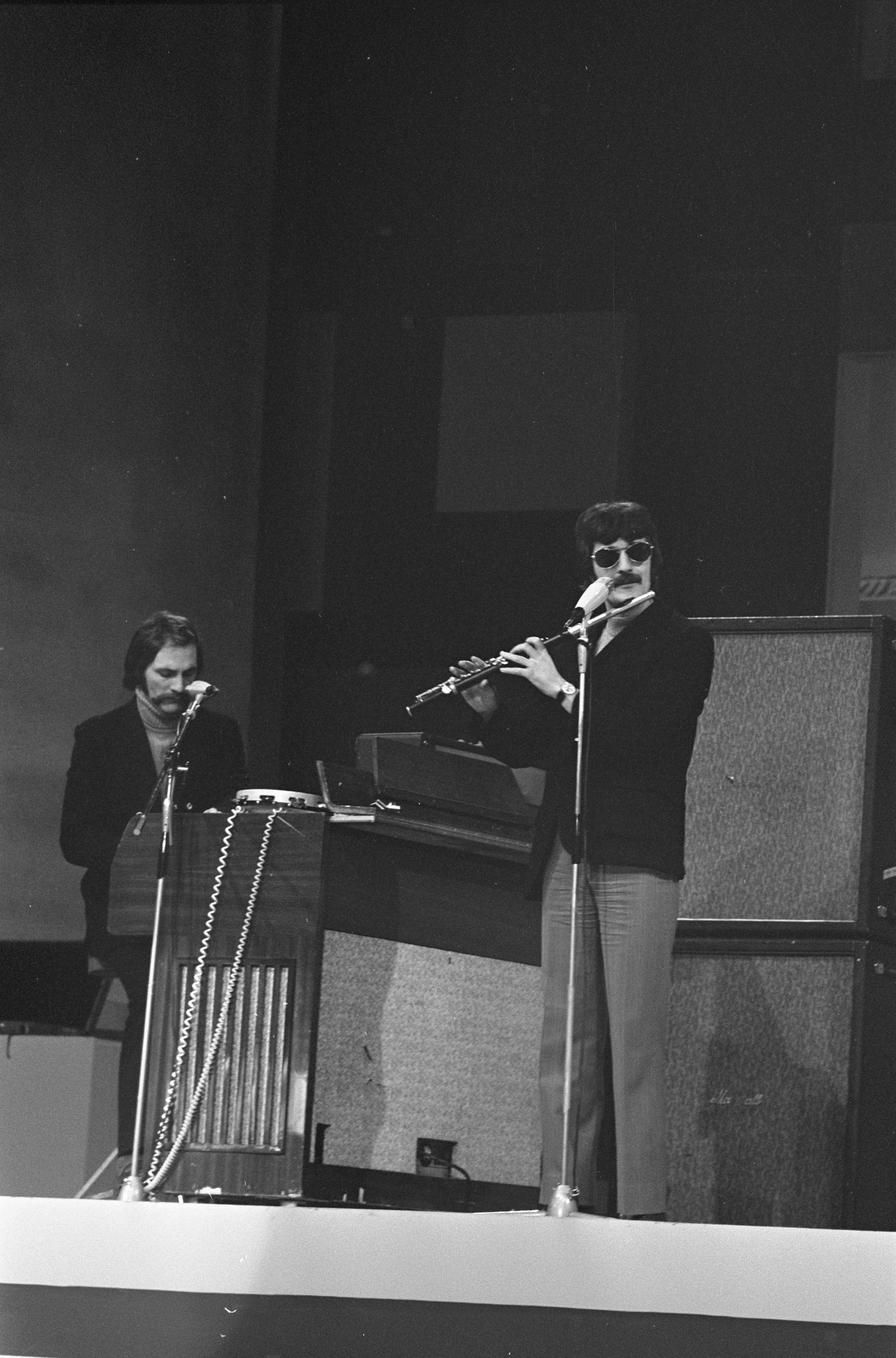
Mike Pinder et Ray Thomas en répétition (1969).

Le concert de 1969 sur l'album Caught Live + 5 et le festival Live at the Isle of Wight montrent sur DVD 1970 Mike et Thomas, qui jouent le rôle de porte-parole du groupe.
Mike Pinder a écrit et chanté plusieurs des numéros les plus progressifs, voire mystiques, des Moodies, dont The Best Way to Travel et Om (tous deux de In Search of the Last Chord « À la recherche de l'accord perdu » de 1968), ainsi que la pièce rock innovante symphonique Have you heard / The Voyage / Have you heard (deuxième partie), qui a conclu leur album de 1969 On The Threshold of a dream. Certaines parties de ce titre ont par la suite été diffusées dans les chansons de Loving Awareness sur Radio Caroline dans les années 1970. Mike continua également à raconter ses poèmes, notamment The Word (1968); In the Beginning (avec Edge lui-même et Justin) et The Dream (tous deux en 1969); et The Balance (1970).
Sur Higher and Higher (1969), Mike Pinder simulait le son d'une roquette pour ouvrir l'album To our Children's Children's Children, dans lequel il a écrit et chanté Sun is Still Shining et une chanson rare co-écrite avec John Lodge, Out and In, sur laquelle il a également chanté. Le Mellotron de Mike se démarque particulièrement sur des morceaux tels que l'instrumental Beyond d'Edge et le dernier morceau de Hayward-Thomas Watching And Waiting.
A Simple Game (1968), la chanson non-album de Mike qui lui a valu un Ivor Novello Award, a été utilisée comme face B de leur single britannique Ride My See Saw de In Search of the Lost Chord sur Deram; Cette chanson et la chanson So Deep Within You (1969) de Mike sur On The Threshold of a dream ont ensuite été reprises avec succès par The Four Tops.
Le 12 octobre 1968, les Moodies avaient également créé une version inédite de A Simple Game, mettant en vedette Justin à la voix principale, considérant cette chanson comme un single britannique potentiel qui ne se matérialisait jamais. La version chantée par Mike a été utilisée à la place. La version rare de Justin est apparue plus tard sous forme de piste bonus sur la version remasterisée de In Search of the Lost Chord, parue en 2006.
En 1970, Melancholy Man (extrait de A Question of Balance) devint un hit n° 1 en tant que single outre-mer en France cette année-là. How is it (We Are Here) de Mike était son autre contribution (un titre fonctionnel, Mike's Number One, tiré des sessions de l'album, qui est depuis apparu comme une sortie ultérieure du CD). Les trois chansons étaient chantées par lui, comme c'était habituellement le cas avec ses compositions.
La composition de Mike Pinder et la voix principale My Song, un élément atmosphérique profond et méditatif, ont conclu l'album de 1971 des Moodies, Every Good Boy Deserves Favour, sur lequel il est également co-crédité avec l'ensemble du groupe le titre inédit Procession (une tentative de décrire de manière auditive l’évolution de l’harmonie vocale et musicale à travers le temps). Il a également chanté un spot solo et vocal co-dirigé avec Justin, John et la chanson After You Came de Thomas on Edge.
Toujours en 1971, Mike Pinder est invité aux sessions d'enregistrement de l'album Imagine de John Lennon, sur les chansons I Don't Wanna Be A Soldier (I Don't Wanna Die) (Je ne veux pas être un soldat, je ne veux pas mourir) et Jealous Guy, jouant du tambourin plutôt que du mellotron qu'il avait l'intention de jouer, car d'après Mike, les bandes sonores du mellotron de Lennon ressemblait à « un bol de spaghettis ».
En 1972, les Moodie, alors à l'apogée de leur popularité, se retirent dans le studio de Mike Pinder pour enregistrer Seventh Sojourn, qui comprend deux contributions composées et chantées par Mike : Lost in a Lost World, et When You're A Free Man, dédié à Timothy Leary. Cependant, Mike a opté pour Chamberlin, qui sonne de la même manière que le mellotron, mais qui pose moins de problèmes, pour cet album. Les Moody Blues ont pris une pause d'enregistrement en 1974 et Mike a déménagé en Californie, en publiant un album solo The Promise en 1976 sur le label des Moody Blues, Threshold.

##### Retour du groupe,Octaveet départ
En 1977, le groupe reprend l'enregistrement et les concerts. Mike a décliné toute participation, bien qu'il ait collaboré à la sortie d'Octave en 1978 en enregistrant avec le groupe une chanson inutilisée de l'ère Promise One Step Into the Light. Il a également ajouté des synthétiseurs et des chœurs à l'album, notamment l'intro de Steppin' in a Slide Zone de Lodge et le point culminant instrumental de I'll Be Level with You de Graeme Edge. il a ensuite cessé de venir aux sessions lorsque des conflits interpersonnels (principalement avec Edge) ont surgi. Pendant ce temps, Mike était aussi dans une nouvelle relation aboutissant au mariage et aux enfants, il préférait donc ne pas faire de tournée avec le groupe à ce moment-là. En conséquence, le groupe a embauché le claviériste suisse Patrick Moraz, anciennement de Yes, à sa place.

#### La vie post-Moody Blues
Mike Pinder a été embauché comme consultant par la société d’informatique Atari (travaillant principalement sur la synthèse musicale), s’est remarié et a fondé une famille à Grass Valley, en Californie. Il resta à l'abri des regards du public jusqu'au milieu des années 1990, lorsqu'il commença à accorder des interviews et à travailler sur de nouveaux projets d'enregistrement. L'année 1994 a vu la sortie de son deuxième album solo, Among the Stars, sur son propre label One Step, avec un succès limité. Une autre sortie en une étape, A Planet With One Mind (1995), a capitalisé sur l'expérience de Mike en tant que récitant en chef de la poésie de Graeme Edge sur les albums phares des Moody Blues; Dans cet enregistrement, Mike lit sept histoires pour enfants de différentes cultures, accompagnées d'une musique du monde appropriée. En tant que premier album de créations parlées, il a été bien accueilli par ses contemporains du genre - il a été finaliste du Prix Benjamin Franklin pour l’excellence de la qualité audio ce qui en fait un enregistrement exceptionnel pour enfants.
Mike Pinder a continué à travailler en studio pour ses propres projets et pour ceux d’autres personnes, ainsi que pour développer de nouveaux artistes et satisfaire son besoin de création.

### Vie familiale et personnelle
Le premier mariage de Mike Pinder était avec Donna, avec qui il a eu son fils aîné Daniel, mais le mariage s'est terminé par un divorce. Mike Pinder a ensuite épousé une Américaine, Tara Lee, avec qui il a eu deux fils, Matt et Michael Lee. Ses trois fils sont musiciens : l'aîné, Daniel, est éditeur et consultant en musique de films, avec de nombreux crédits, dont Pirates des Caraïbes : La malédiction du Black Pearl et The Da Vinci Code. Matt et Michael Lee jouent dans le groupe The Pinder Brothers. Ils ont sorti deux albums, Jupiter Falls et Ordinary Man. Mike Pinder joue du Mellotron sur certaines des chansons.
En 2013, Justin Hayward a parlé de l'apprentissage de la méditation transcendantale de Mike Pinder en 1967, aux côtés d'autres membres des Moody Blues.

### Mort
Mike Pinder meurt le 24 avril 2024 chez lui, en Californie du Nord. Son fils Michael Lee indique qu'il est mort paisiblement, entouré par les siens.

## Discographie

### The Moody Blues
- 1965 : The Magnificent Moodies
- 1967 : Days of Future Passed
- 1968 : In Search of the Lost Chord
- 1969 : On the Threshold of a Dream
- 1969 : To Our Children's Children's Children
- 1970 : A Question of Balance
- 1971 : Every Good Boy Deserves Favour
- 1972 : Seventh Sojourn
- 1978 : Octave

### Solo
- 1976 : The Promise
- 1994 : Among the Stars
- 1995 : A Planet with One Mind
- 1996 : A People with One Heart

### Collaboration
- 1971 : Imagine de John Lennon - Mike joue le tambourin sur I Don' Want To Be A Soldier Mama.
- 2011 : Moody Bluegrass TWO… Much Love de Moody Bluegrass - Mellotron sur Dear Diary, avec Ray Thomas à la flûte.
- 2013 : Moody Bluegrass: A Nashville Tribute to Moody Blues - Compilation.
- 2015 : 10,000 Light Years Ago de John Lodge - Mellotron sur Simply Magic.